# アンカラナ特別自然保護区
マダガスカル北部のアンカラナ特別自然保護区は1956年に設立された。この保護区は小さく、部分的に植物が生えた1億5000万年前のジュラ紀中期の石灰岩で形成された台地である。平均的な年間降水量は約2,000 mmあり、岩盤を侵食して洞窟を形成するとともに地下河川の水源となり、カルスト地形をなしている。険しい地形と濃厚な食性がこの地域への人間の侵入を阻んできた。
保護区の南の入口はマダガスカル国道6号線沿いのアンツィラナナの108 kmほど南西で、アンビルベの北東29 kmのマハマシナに位置する。
2023年には世界遺産の「アンドレファナの乾燥林群」（ツィンギ・デ・ベマラ厳正自然保護区の拡大登録）の一部となった。

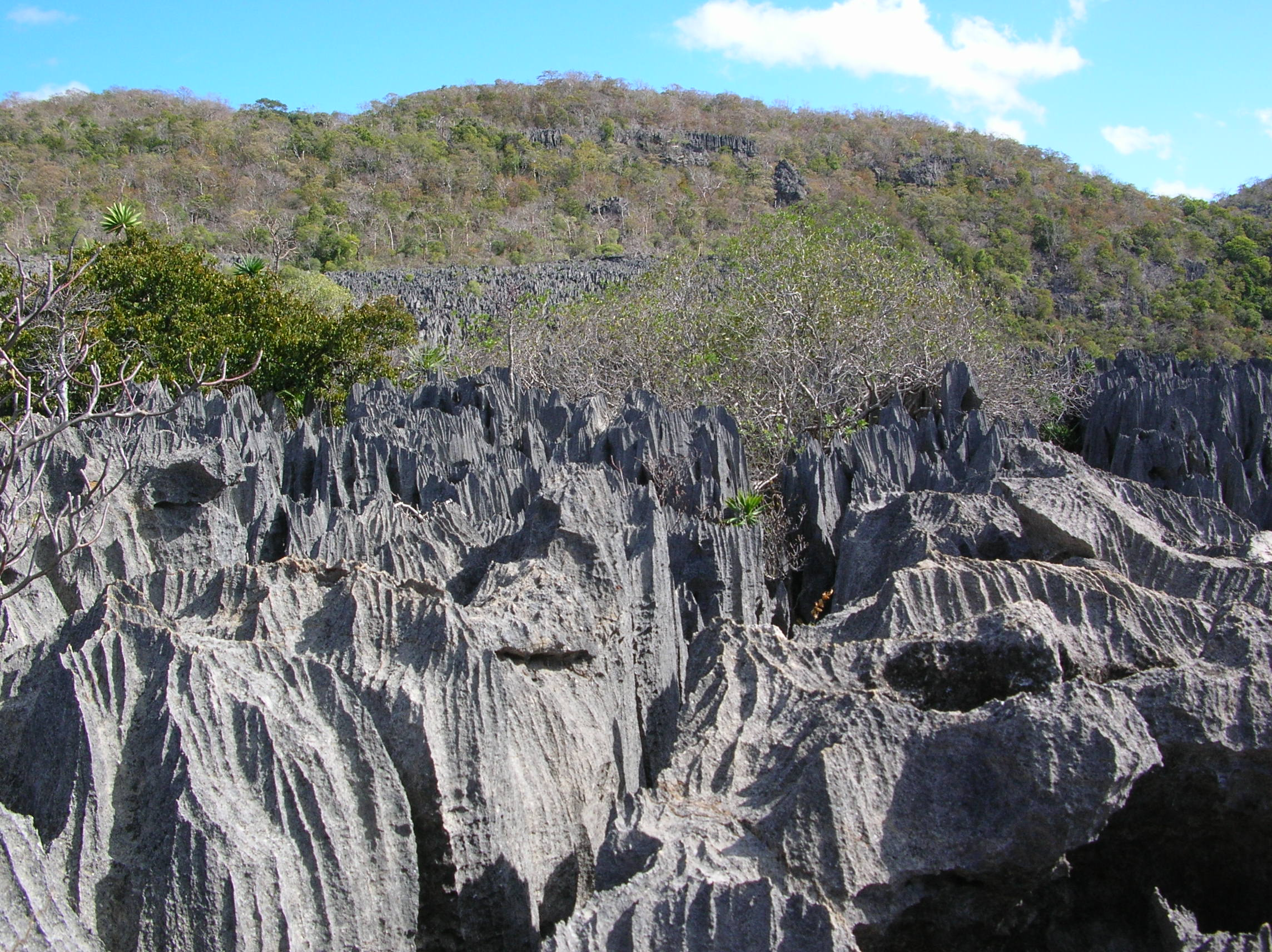
「ツィンギ」が見えるアンカラナ台地

## 地質
大地の傾斜は東に向かって緩やかに下がっているが、西側の端では南北に25 kmにわたる高さ280 mの切り立った崖である「アンカラの壁」となっている。
南側では石灰岩の塊が「石灰岩柱」と呼ばれる独立した石柱に分かれている。大地の中央では地震活動と長年の降雨によって石灰岩が深い渓谷に溶け出し、ときには流れ石のリボンのように再堆積した。石灰岩の上層が完全に侵食された場所では、より固い基盤岩が侵食されて「ツィンギ」と呼ばれる水路と尾根を構成している。この地域には玄武岩の巨石が散らばっており、玄武岩も山塊を分断する峡谷の奥深くまで流れん混んでいる。

## 探査
1960年代の初期、フランス人探検家ジャン・デュフロ（地元で結婚してジャン・ラドフィラオに改名した）が山塊の下の洞窟システムと地下河川の大規模な探検を単独および訪れた洞窟学者と共に行った。山塊の総延長約100 kmにおよぶ洞窟の地図が作成された。最もアクセスしやすい洞窟の一つであるアンドラフィアべの洞窟（フランス語: La Grotte d'Andrafiabe単独で約8,035 mの水平通路がある。確実に、山塊にはマダガスカルで、そしておそらくアフリカ全体で最も長い洞窟システムが含まれている。

## 動物相

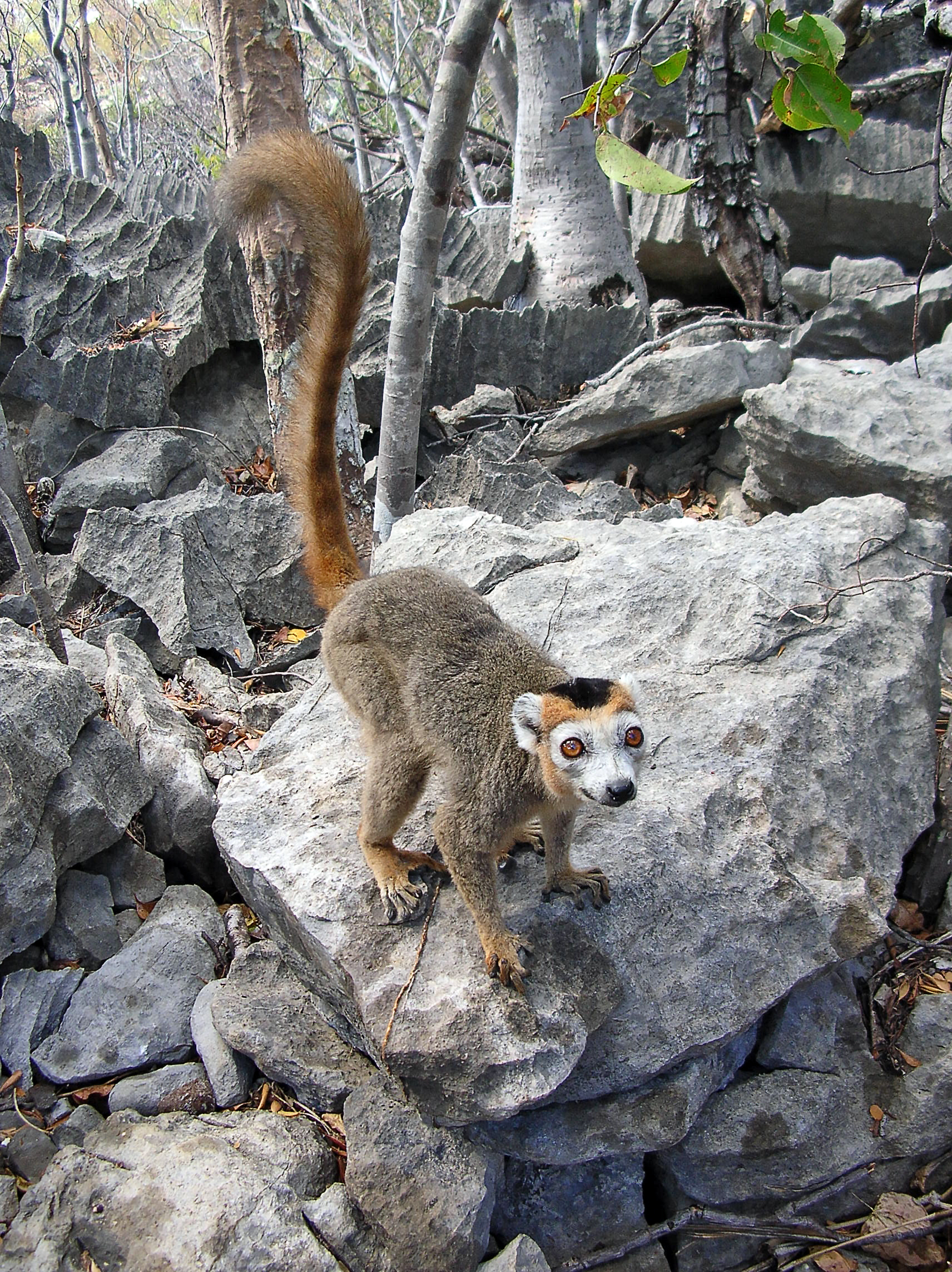
アンカラナ特別自然保護区で撮影されたカンムリキツネザル

アンカラナ山塊周辺に設置された特別自然保護区の動物及び植物の目録作成は1980年代に開始された探検隊はジェイン・ウィルソン＝ハワース博士の旅行記 Lemurs of the Lost World（ロストワールドのキツネザル）や、科学記事で解説されている。発見の中には予想されていなかった絶滅した大型のキツネザルの半化石や、生き延びていたがこれまで記述されていなかった種類の盲目魚、エビなどの無脊椎動物も含まれている。探検隊員数名が、アンカラナのクロコダイル洞窟を特集したマダガスカル入門図鑑に写真を寄稿した。
1986年の探検中に、フィル・チャプマンとジャン＝エリー・ランドリアマシーが保護区の鳥類のリストを作成し、32科65種、マダガスカルで繁殖する全鳥類のほぼ1/3を記録した。彼らは行動についても興味深い点を指摘した。小型の昆虫食のスズメ亜目の通常とは異なる戦略について報告している。マダガスカルサンコウチョウ、クビワニセムシクイチメドリ、コバシマダガスカルヒヨドリ、テトラカヒヨドリ、クロヒヨドリ、アルダブラタイヨウチョウ、カギハシオオハシモズ（Leptopterus madagascarinus）およびクロノドハシボソオオハシモズなどが一緒に群を形成している。それぞれの群の中では様々な種が獲物の昆虫をどこで探すのかで棲み分けているようだった。いくつかの種は木の幹や太い枝に集中し、いくつかは細い枝に、またある種は葉の下で探していた。このように一緒に行動することでそれぞれの種が他の種から逃げた獲物を捉えることができ、採餌効率が向上するものと考えられた。また、群全体が危険に気づく可能性が高くなるので、捕食者からの攻撃からも安全になった。
アンカラナ特別自然保護区はカンムリキツネザル（Eulemur coronatus）、サンフォードキツネザル（Eulemur sanfordi）やその他の哺乳類の貴重な個体群の重要な避難場所となっている。また、この地域からはキタイタチキツネザル（Lepilemur septentrionalis）、アカネズミキツネザル（Microcebus rufus）、フトオコビトキツネザル（Cheirogaleus medius）、ヒガシフォークキツネザル（Phaner furcifer）、ヒガシアバヒ（Avahi laniger）、ペリエシファカ（Propithecus perrieri）、アイアイ（Daubentonia madagascariensis）およびキタジェントルキツネザル（Hapalemur occidentalis）なども記録されている。
さらに、アンカラナではヒロバナジェントルキツネザル（Prolemur simus）、インドリ（Indri indri）、Babakotia radofilai、Mesopropithicus dolichobrachion、Palaeopropithicusおよび Pachylemur種、巨大なメガラダピス（Megaladapis madagascariensis/grandidieri）およびArchaeolemur種の半化石が発見されている。